# Eastern Suburbs Association Football Club (féminines)
La section féminine du Eastern Suburbs AFC est un club féminin de football néo-zélandais basé à Auckland.

## Histoire
Après avoir remporté la NRFL en 2019, Eastern Suburbs remporte la Kate Sheppard Cup (la coupe de Nouvelle-Zélande) pour la première fois, en battant Coastal Spirit 4-0 en finale.
En 2022, Eastern Suburbs domine largement Western Springs en finale (4-0) pour s'adjuger le championnat de Nouvelle-Zélande. Le club est alors qualifié pour la première édition de la Ligue des champions féminine de l'OFC, mais décide finalement de déclarer forfait en raison du coût du déplacement en Papouasie Nouvelle-Guinée.
Le club devient en 2023 le premier du pays à changer la couleur de ses shorts, qui passent de blancs à noirs, pour que les joueuses soient plus sereines pendant leurs menstruations.

## Palmarès
New Zealand Women's National League (1) :
- Champion en 2022

NRFL Women's Premiership (9) :
- Champion en 1975, 1976, 1977, 1978, 1979, 1980, 2013, 2019, 2021

Kate Sheppard Cup (1) :
- Champion en 2019
- Finaliste en 2005 et 2017